# Le Carrefour du crépuscule
Le Carrefour du crépuscule (titre original : Crossroads of Twilight) est le dixième volume de la série La Roue du temps de Robert Jordan.
La version originale américaine a été publiée le 7 janvier 2003 par Tor Books aux États-Unis et par Orbit au Royaume-Uni.
Dans la première traduction française, le livre a été séparé en deux tomes :
1. Le Carrefour des ombres ;
2. Secrets.

Les deux tomes sont sortis en 2010 aux éditions Rivages dans la collection Fantasy puis repris en poche en 2011 par les éditions Pocket dans la collection Science-fiction.
En 2020, les éditions Bragelonne rééditent le livre en français en un seul tome titré Le Carrefour du crépuscule, avec une nouvelle traduction de Jean-Claude Mallé.

## Résumé

### Perrin Aybara
Perrin est à la poursuite des Shaido qui sont à l'origine de l'enlèvement de Faile Bashere, recourant même à la torture des prisonniers pour obtenir des informations. Il a alors la possibilité de s’allier temporairement avec les Seanchaniens pour la libérer. Mais est-il, pour autant, prêt à conclure un pacte pour sauver sa bien-aimé avec les ennemis de Rand ? 

### Matrim Cauthon
Mat tente d’échapper de s'échapper du territoire contrôlé par l'Empire seanchanien tout en se questionnant sur son avenir avec Tuon, la Fille des Neuf Lunes. La femme qu'il a kidnappée deviendra sa femme, selon les dires des Aelfinns.

### Elayne Trakand
En Andor, Elayne lutte pour la succession du trône et tente de rallier un maximum de maisons à sa cause pour contrer Elenia, l'une de ses plus dangereuses adversaires, qui souhaite la renverser.

### Egwene al'Vere
À Tar Valon, la jeune Chaire d'Amyrlin des Aes Sedai rebelles, Egwene al'Vere, assiège la Tour Blanche pour tenter d'unifier toutes les Aes Sedai pour se préparer à Tarmon Gai'don. Elle continue d'avoir des maux de tête avec la présence du rejeté Halima (Aran'gar/Belthamel) directement dans sa tente. Alors qu'elle pense pouvoir s'infiltrer dans la Tour Blanche, elle est capturée par des membres. Elle a été trahi par l'une des sienne.

### Rand al'Thor
Rand, quant à lui, accompagné de Cadsuane se cache dans une petite ville à la suite de son succès pour avoir purifié le saidin de la souillure du Ténébreux et se prépare pour la bataille finale.